# Parafia Niepokalanego Serca Najświętszej Maryi Panny w Bierwcach
Parafia Niepokalanego Serca Najświętszej Maryi Panny w Bierwcach – jedna z 13 parafii rzymskokatolickich dekanatu jedlińskiego, w diecezji radomskiej. 

## Historia
We wsi Jeziorno podczas II wojny światowej w prywatnym mieszkaniu adaptowanym na kaplicę nabożeństwa celebrował wysiedlony proboszcz parafii Goryń, ks. Apolinary Cukrowski. Potem w dworku w Bierwcach sprawował Msze święte ks. Julian Rudnicki. Następnie z polecenia bp. Jana Kantego Lorka dojeżdżali tu na każdą niedzielę księża z Gorynia i Lisowa. W latach 1950–1952 zbudowano drewniany kościół kryty gontem. Wkrótce został on rozbudowany staraniem ks. Bronisława Kaczmarskiego. 18 marca 1957 bp Jan Kanty Lorek erygował parafię Bierwce z wiosek wydzielonych z par. Goryń, Lisów, Błotnica i Jedlińsk. Obecny kościół zbudowano w latach 1980–1986 według projektu arch. Tadeusza Derlatki, staraniem ks. Władysława Kosiec. Świątynię konsekrował 24 maja 1986 bp Adam Odzimek. Kościół jest murowany z cegły czerwonej, obłożony piaskowcem, jednonawowy, na rzucie prostokąta.

## Proboszczowie
- 1957–1975 – ks. Bronisław Kaczmarski
- 1975–1980 – ks. Józef Suligowski
- 1980–2011 – ks. kan. Władysław Kosiec
- od 2011 – ks. Janusz Chamera

## Zasięg parafii
Do parafii należą wierni z miejscowości: Bierwce, Budki, Czarny Ług, Huta, Jeziorno, Kruszyna, Obózek, Janki, Urbanów, Wierzchowiny.